# 長尾奈奈
長尾 奈奈（ながお なな、8月16日 - ）は、日本の女優、ナレーター。宮崎県生まれ、千葉県浦安市育ち。株式会社 仕事所属。無名塾出身。

## 来歴
2000年4月、仲代達矢主宰の俳優養成所「無名塾｣に入塾（24期生）。

## 出演

### 映画
- パッチギ! LOVE&PEACE（2007年）
- シルク（フランソワ・ジラール監督、2008年）- 芸者
- 60歳のラブレター（2009年）- 若きちひろ、設計事務所スタッフ（ニ役）
- 引き出しの中のラブレター（2009年）
- 春との旅（2010年）- ホテルフロントマン
- 座頭市 THE LAST（2010年）- カネ
- BONNIE PINK 15周年企画 リレー式ショートムービー「フラレラ」（2010年）
- 洋菓子店コアンドル（2011年）
- 白夜行（2011年）- R&Y店長
- 貞子3D2（2013年）- 孝則・楓子の母
- 100年の謝罪（渋谷悠監督、2015年）- 女
- KOKORO（Le Cœur régulier、ヴァンニャ・ダルカンタラ監督、2016年）- Midori [2][3]
- 僕の帰る場所  (passage  of life、藤元明緒監督、2017年)- 入国管理局員
- おやじの釜めしと編みかけのセーター  (八名信夫監督、2017年)- 宮沢菊江
- 息衝く(木村文洋監督、2017年)  -  木内慈[1][4][5]
- 駄菓子屋小春  (八名信夫監督、2018年) - 秀代
- 狭霧の國(Howl from beyond the Fog、佐藤大介監督、2019年) - 渚[6]
- 42-50 火光 (深川栄洋監督、2022年) - 臨床心理士 高橋
- FISH IN WATER (石原ひなた監督、2022年) - Mother
- レジェンド&バタフライ（2023年）- 狂女

### 舞台
- 無名塾在籍（2000 - 2012年）
- 無名塾公演『セールスマンの死』（サンシャイン劇場・地方公演）
- 無名塾公演『ウィンザーの陽気な女房たち』（サンシャイン劇場・地方公演）
- 芸能生活35周年記念公演 松平健主演『座頭市』（御園座）- おすみ
- 無名塾公演『マクベス』（能登演劇堂）
- 無名塾公演『友達』(能登演劇堂) - 婚約者
- 流山児★事務所『田園に死す』-ままはは
- Kittyfilm Presents『破壊ランナー』-プリンセス[7]
- ドラマリーディング『五重奏』-ヨンジン役
- 南青山曼荼羅 主催 “岸田國士を読む”『写真』『昨今横浜異聞』- ぬい子、三好夫人
- 山本制作所『白浪の彼方に』-女
- ZOROMEHA企画『夜よおれを叫びと逆毛で充す青春の夜よ』- ゆき[8]
- VAR LIVE『イエスタデイ』- 塩子[9]
- ROUDOKU.TALKER.JP 朗読タイムレスストーリーシリーズ1『季節のない街』
- ROUDOKU.TALKER.JP 朗読タイムレスストーリーシリーズ2『こんにゃく売り』『みちのく』[10]
- ROUDOKU.TALKER.JP 朗読タイムレスストーリーシリーズ3『最後の一句』『揺籃の唄の思ひ出』「廃都東京/全滅の箱根を奇蹟的に免れて」[11]
- ROUDOKU.TALKER.JP 朗読タイムレスストーリーシリーズ4『山月記』『白』[12]
- ROUDOKU.TALKER.JP 朗読タイムレスストーリーシリーズ5『青洞門物語』『永訣の朝』『いてふの実』

### テレビ番組
- すいか（日本テレビ）
- 相棒（テレビ朝日 / 東映）
  - Season 3 第16話「人間爆弾」（2005年3月2日）- 銀行員
  - Season 7 第10話「ノアの方舟～聖夜の大停電は殺人招待状!」（2009年1月1日）- マネージャー
  - Season 14 第4話「ファンタスマゴリ」（2015年11月4日）- 牧野希美
- 土曜ワイド劇場『法律事務所 -自白の風景-』（テレビ朝日）- 星野佳世
- オムニバスドラマ OnLine（BSフジ）
- ドラマW アルバイト探偵(アイ)〜100万人の標的〜（崔洋一監督、WOWOW）
- DRAMA COMPLEX 59番目のプロポーズ（日本テレビ）
- 黒い太陽（テレビ朝日）
- 木曜時代劇 「陽炎の辻〜居眠り磐音 江戸双紙〜」(2007年、NHK)
- Cradle［クレイドル］ -眠れぬ夜の子守唄-（メディシネマ）- 京子
- ハイビジョン特集「二重被爆　ヒロシマ　ナガサキを生き抜いた記録」（NHK-BShi）
- 土曜時代劇 「隠密八百八町」（2011年、NHK）- 芸者
- 水曜ミステリー9　『介護ヘルパー紫雨子の事件簿』(テレビ東京) - 米田玲子
- ドラマスペシャル 「遺留捜査 スペシャル2 」（テレビ朝日）
- 誘拐の日 第1話 - 第3話（2025年7月8日 - 22日、テレビ朝日） - 水原の秘書

### オーディオブック
- 声の書店
  - 太宰治『待つ』【日本近代文学名作選①】（2021、朗読）[13]
  - 岸田國士『海の誘惑』【日本近代文学名作選②】（2021、朗読）[14] [15]
  - 太宰治『葉桜と魔笛』【日本近代文学名作選③】（2022、朗読）[16]
  - 芥川龍之介『蜘蛛の糸』【日本近代文学名作選④】（2022、朗読）[17]
  - 岡本かの子『みちのく』【日本近代文学選⑤】（2024、朗読）[18]
  - 徳永直『こんにゃく売り』【日本近代文学選⑥】（2024、朗読）[19]
  - 江戸川乱歩『指』【日本近代文学名作選⑦】（2024、朗読）[20]
  - 江戸川乱歩『恋と神様』【日本近代文学名作選⑧】（2024、朗読）[21]
  - 山川方夫『箱の中のあなた』【日本近代文学名作選⑨】（2024、朗読）[22]
  - 宮沢賢治『手紙一』【日本近代文学名作選⑩】（2024、朗読）[23]
  - 太宰治『燈籠』【日本近代文学名作選⑪】（2024、朗読）[24]
  - 土田耕平『狐の渡』【日本近代文学名作選⑫】（2024、朗読）[25]
  - 森鷗外『最後の一句』【日本近代文学名作選⑬】（2024、朗読）[26]
  - 宇野浩二『揺籃の唄の思ひ出』【日本近代文学名作選⑭】（2024、朗読）[27]
  - 芥川龍之介『廃都東京』【日本近代文学名作選⑮】（2024、朗読）
  - 谷崎潤一郎『全滅の箱根を奇跡的に免れて』【日本近代文学名作選⑯】（2024、朗読）
  - 宮沢賢治『めくらぶどうと虹』【日本近代文学名作選⑰】（2024、朗読）
  - 菊池寛『納豆合戦』【日本近代文学名作選⑱】（2024、朗読）
  - 宇野浩二『春の日の光』【日本近代文学名作選⑲】（2024、朗読）
  - 島崎藤村『海岸』【日本近代文学名作選⑳】（2024、朗読）
  - 中島敦『山月記』【日本近代文学名作選㉑】（2024、朗読）
  - 芥川龍之介『白』【日本近代文学名作選㉒】（2024、朗読）
  - 国木田独歩『初恋』【日本近代文学名作選㉓】（2024、朗読）
  - 芥川龍之介『蜜柑』【日本近代文学名作選㉔】（2024、朗読）
  - 若山牧水『秋草の原』【日本近代文学名作選㉕】（2024、朗読）
  - 葉山嘉樹『セメント樽の中の手紙』【日本近代文学名作選㉖】（2024、朗読）
  - 谷崎潤一郎『刺青』【日本近代文学名作選㉗】（2025、朗読）
  - 菊池寛『青洞門物語』【日本近代文学名作選㉘】（2025、朗読）
  - 北原白秋『砂山』【日本近代文学名作選㉙】（2025、朗読）
  - 太宰治『走れメロス』【日本近代文学名作選㉚】（2025、朗読）

### CM
- NTTコミュニケーションズ
- 東京メトロ 「全線全駅無線LAN」篇
- JCBカード
- SQUARE ENIX 「格闘人生ゲーム ヘビーメタルサンダー」
- ANA スーパーシートプレミアム「チェックインカウンター」篇
- NTT西日本 フレッツ光
- アサヒ カクテルパートナー「マンハッタン」篇
- 全薬工業 新ジキニン顆粒
- キヤノン EOS 5D MarkⅢ
- 住友生命 未来診断「あの人の教育」篇
- アテニア「いろいろあるけど、」篇

### DVD
- 『岡本喜八DVD-BOX・I』

### PV
- 氣志團「The アイシテル」
- GLAY「Precious」